# Christian Holiness Partnership
Christian Holiness Partnership är en internationell paraplyorganisation för enskilda kristna, organisationer och kyrkor inom helgelserörelsen. 
Rörelsen har under årens lopp varit känd under följande namn:
- National Camp Meeting Association for the Promotion of Holiness, från 1867
- National Holiness Association (NHA), från 1893
- Christian Holiness Association (CHA), från 1971
- Christian Holiness Partnership (CHP), från 1997

## Medlemsorganisationer
- American Rescue Workers
- Association of Evangelical Churches
- Association of Independent Methodists
- Bible Holiness Movement
- Brethren in Christ Church
- Churches of Christ in Christian Union
- Church of God
- Church of the Nazarene
- Congregational Methodist Church
- Evangelical Christian Church
- Evangelical Church of North America
- Evangelical Friends Church International (Östra regionen)
- Evangelical Methodist Church
- Free Methodist Church
- Frälsningsarmén i USA, Kanada & Bermuda
- Immanuel General Mission
- Missionary Church (North Central District)
- Primitive Methodist Church
- Wesleyan Church